# Kamalu
Kamalu é uma cidade da Serra Leoa.